# Stormen Ingolf
Stormen Ingolf (døbt Herwart i Tyskland, Grischa i Baltikum og Nárcisz i Ungarn) var en kortvarig storm, der natten til den 29. oktober 2017 ramte den sydlige del af Skandinavien, samt det nordlige Tyskland, Polen, Tjekkiet, de Baltiske lande samt flere andre Østeuropæiske lande. I Danmark blev Vestjylland hårdest ramt. Der var kraftige vindstød af orkanstyrke flere steder i landet. DMI har klassificeret Ingolf til at være en klasse NW1-storm, dvs. at mindst 30 procent af Danmark har oplevet middelvinde på mere end 21 m/s (fra nordvest). Det kraftigste vindstød, i Danmark, på 38,6 m/s blev målt i Kalundborg. Det højeste målte vindstød blev registreret i Luční boudě i Tjekkiet, det var på 50,6 m/s.
Togforbindelser i Nordtyskland blev lukket ned og flere broforbindelser i Danmark blev lukket for trafik. To personer omkom i Tjekkiet da de blev ramt af væltende træer, desuden er én person omkommet i Polen, og fem personer blev meldt savnet i Tyskland.
Efter at selve stormen havde passeret, blev der målt stærkt forhøjede vandstande i de indre danske farvande, blandt andet på Fyn. Der var tale om stormflod. En person omkom efter en trafikulykke der var relateret til oversvømmelserne.